# Die Mitternachtsvenus
Die Mitternachtsvenus ist ein 1950 entstandenes, deutscher Filmlustspiel von Ferdinand Dörfler mit Theo Lingen in der Hauptrolle.

## Handlung
Schneidermeister Anton Schnippel glaubt, dass er mehr kann, als man ihm zu zeigen erlaubt. Obwohl er in seinem Heimatort Neustadt mit seinem kleinen Handwerksbetrieb ein akzeptables Auskommen hat, ist er mehr als unzufrieden. Wie gern würde er zeigen, was er als innovativer Couturier drauf hat! Als seine extravaganten Entwürfe, Visionen in feinstem Stoff, in dieser Provinzatmosphäre nur Hohn und Spott ernten, hat Mister Anton die Nase voll. Er will Neustadt und nach einem Riesenkrach auch seine bessere Hälfte schnellstens hinter sich lassen, um in der großen Stadt ein angemessenes Publikum zu suchen, das seine Kreationen zu würdigen weiß. Doch kaum in einem Modehaus, das er für würdig genug hält, angekommen, bietet Direktor Meyer ihm lediglich den Posten eines Nachtwächters an.
Frustriert, dass er zwar am Ort seiner Träume angelangt ist, sich hier jedoch nicht künstlerisch austoben darf, nutzt er jede Gelegenheit das betriebseigene Atelier, um dort kreativ zu werden. In seiner ersten Arbeitsnacht beginnt Meister Anton nun die unbekleideten Schaufensterpuppen mit eigenen Entwürfen neu einzukleiden. Man ist begeistert. Wider Erwarten kommt es dann zu einer richtigen Modeschau, die dem kleinen Schneiderlein aus Neustadt Ruhm und Anerkennung bringt. In leichter Verkleidung – mit angeklebtem Schnurrbart und aufgesetzter Brille – hat er sich auch optisch ein neues Ego verpasst. Die Reaktion ist überwältigend: Seine Kreationen finden große Zustimmung; die Frauen kreischen vor Entzücken und selbst einem an der Leine mitgeführten Gepard geht kurzzeitig das Temperament durch. Doch der große Trubel wird Anton eines Tages zu viel, und reuevoll kehrt er in die ihm vertraute, heimelige Kleinstadtwelt nach Neustadt zurück, wo er sich auch mit seiner früheren Freundin wieder versöhnt.

## Produktionsnotizen
Die Mitternachtsvenus entstand in der zweiten Jahreshälfte 1950 im Filmatelier München-Schwanthalerhöh sowie in München (Außenaufnahmen). Die Uraufführung erfolgte am 1. März 1951 im Münchner Lenbach-Kino, Berliner Premiere war am 30. März desselben Jahres.
Regisseur und Produzent Dörfler hatte auch die Produktionsleitung. Erwin Tiebe und Franz Neumann gestalteten die Filmbauten.

## Kritik
Im Lexikon des Internationalen Films heißt es: „Äußerst dürftiger Schwank, der auf banale Groteskkomik und platte Anzüglichkeiten setzt.“